# Girlish Number
Girlish Number (ガーリッシュナンバー?, Gārisshu Nanbā) è un media franchise giapponese ideato da Wataru Watari e costituito da un romanzo pubblicato a puntate sul Dengeki G's Magazine di ASCII Media Works dal 30 gennaio 2016, un manga serializzato su Dengeki G's Comic da febbraio 2016 a maggio 2017 e una serie televisiva anime andata in onda dal 6 ottobre al 22 dicembre 2016.

## Personaggi

La protagonista Chitose Karasuma

Chitose Karasuma (烏丸 千歳?, Karasuma Chitose)
Doppiata da: Sayaka Senbongi
Yae Kugayama (久我山 八重?, Kugayama Yae)
Doppiata da: Kaede Hondo
Koto Katakura (片倉 京?, Katakura Koto)
Doppiata da: Yui Ishikawa
Kuzu-P (九頭P?)
Doppiato da: Kazuya Nakai
Gojō Karasuma (烏丸 悟浄?, Karasuma Gojō)
Doppiato da: Yūichirō Umehara
Momoka Sonō (苑生 百花?, Sonō Momoka)
Doppiata da: Eri Suzuki
Kazuha Shibasaki (柴崎 万葉?, Shibasaki Kazuha)
Doppiata da: Saori Ōnishi

## Media

### Romanzi
Una trasposizione letteraria, scritta da Wataru Watari, è stata pubblicata a puntate sulla rivista Dengeki G's Magazine di ASCII Media Works dal 30 gennaio 2016. Le illustrazioni sono a cura di Yamcha, ad eccezione del frontespizio a cura di QP:flapper che ha anche progettato il design dei personaggi. Il primo volume è stato messo in vendita il 27 luglio 2016, mentre l'ultimo il 27 giugno 2017.

### Manga
Un manga, scritto da Watari e disegnato da Yūki Dōmoto, è stato serializzato sulla rivista Dengeki G's Comic di ASCII Media Works tra il 29 febbraio 2016 e il 30 maggio 2017. I capitoli sono stati pubblicati in tre volumi tankōbon, pubblicati tra il 27 luglio e il 27 giugno 2017.

#### Volumi
| Nº | Data di prima pubblicazione | Data di prima pubblicazione | Data di prima pubblicazione |
| Nº | Giapponese                  | Giapponese                  |                             |
| -- | --------------------------- | --------------------------- | --------------------------- |
| 1  | 27 luglio 2016              | ISBN 978-4-04-892242-5      |                             |
| 2  | 17 dicembre 2016            | ISBN 978-4-04-892605-8      |                             |
| 3  | 27 giugno 2017              | ISBN 978-4-04-892986-8      |                             |

### Anime
Una serie televisiva anime, prodotta da Diomedéa per la regia di Shōta Ibata e scritta sotto la supervisione di Wataru Watari, è andata in onda dal 6 ottobre al 22 dicembre 2016. Le sigle di apertura e chiusura, entrambe interpretate dal gruppo Girlish Number (formato dalle doppiatrici Sayaka Senbongi, Kaede Hondo, Yui Ishikawa, Eri Suzuki e Saori Ōnishi), sono rispettivamente Bloom e Ima wa mijikashi yume miyo otome (今は短し夢見よ乙女?); solo nel primo episodio viene usato come singolo d'apertura Ketsui no daiya (決意のダイヤ?) di Momoka Sonō e Kazuha Shibasaki. In alcune parti del mondo la serie è stata trasmessa in streaming, in contemporanea col Giappone, da Anime Network, Crunchyroll e Viewster; in particolare, in America del Nord i diritti di distribuzione digitale e home video sono stati acquistati da Sentai Filmworks.

#### Episodi
| Nº | Titolo italiano (traduzione letterale) Giapponese 「Kanji」 - Rōmaji                                                     | In onda          | In onda |
| Nº | Titolo italiano (traduzione letterale) Giapponese 「Kanji」 - Rōmaji                                                     | Giapponese       |         |
| 1  | Chitose l'apatica e l'industria marcia 「やさぐれ千歳と腐った業界」 - Yasagure Chitose to kusatta gyōkai                 | 6 ottobre 2016   |         |
| 2  | Chitose la sbruffona e l'urlo senza voce 「天狗な千歳と声なき悲鳴」 - Tengu na Chitose to koe naki himei                 | 13 ottobre 2016  |         |
| 3  | Chitose l'inadatta e la facile evoluzione 「邪道な千歳と王道展開」 - Jadō na Chitose to ōdō tenkai                       | 20 ottobre 2016  |         |
| 4  | Chitose l'allegra e le amabili colleghe 「イケイケ千歳とゆかいな仲間たち」 - Ikeike Chitose to yukai na nakama-tachi     | 27 ottobre 2016  |         |
| 5  | Chitose la spavalda e la popolarità a pezzi 「ちょけった千歳とぼこぼこ評価」 - Choketta Chitose to bokoboko hyōka        | 3 novembre 2016  |         |
| 6  | Chitose in spiaggia e il budget insufficiente 「浜辺の千歳と通らぬ予算」 - Hamabe no Chitose to tōranu yosan             | 10 novembre 2016 |         |
| 7  | Chitose la curiosa e la visita dei genitori al lavoro 「やじうま千歳と授業参観」 - Yajiuma Chitose to jugyō sankan       | 17 novembre 2016 |         |
| 8  | Chitose la dormigliona e l'atmosfera da viaggio a vapore 「ねぼすけ千歳と湯煙旅情」 - Nebosuke Chitose to yukemuri ryojō | 24 novembre 2016 |         |
| 9  | Chitose l'ansiosa e la novellina scattante 「焦燥千歳と疾走ルーキー」 - Shōsō Chitose to shissō rūkī                     | 1º dicembre 2016 |         |
| 10 | Chitose la depressa e Kuzu frustrato 「闇堕ち千歳と失意のクズ」 - Yamiochi Chitose to shitsui no Kuzu                    | 8 dicembre 2016  |         |
| 11 | Chitose la tentennante e Gojō determinato 「揺れる千歳と決意の悟浄」 - Yureru Chitose to ketsui no Gojō                  | 15 dicembre 2016 |         |
| 12 | Chitose Karasuma e… 「烏丸千歳と……」 - Karasuma Chitose to…                                                              | 22 dicembre 2016 |         |